# 穆特施塔特
穆特施塔特是德国莱茵兰-普法尔茨州的一个市镇。总面积20.49平方公里，总人口12719人，其中男性6188人，女性6531人（2011年12月31日），人口密度621人/平方公里。